# Aston Martin One-77
El Aston Martin One-77 es un automóvil superdeportivo coupé de 2 puertas biplaza, producido por el fabricante inglés Aston Martin de 2009 a 2012.

## Vista general

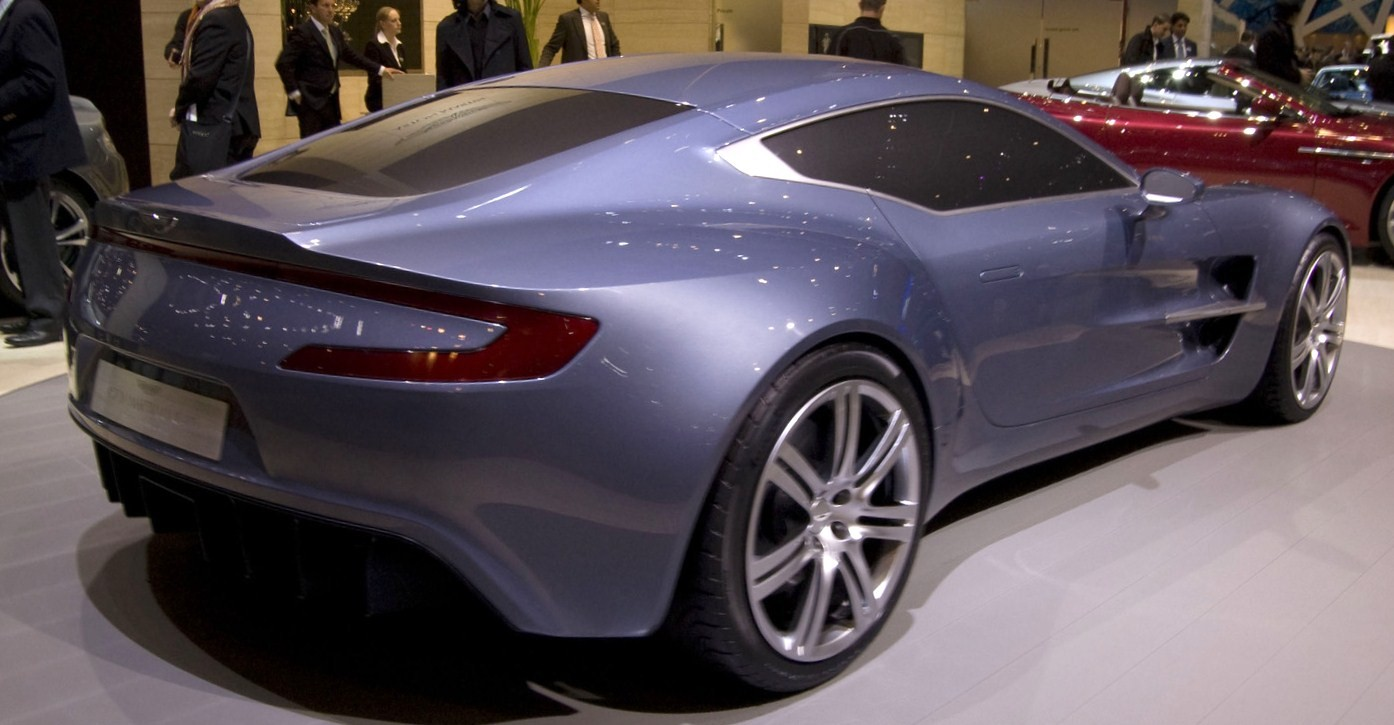
Vista trasera 3/4

El primer vistazo que el mundo tuvo del One-77 fue de una maqueta cubierta parcialmente por una lona en el Salón del Automóvil de París 2008. La imagen completa se reveló en el Salón del Automóvil de Ginebra de marzo de 2009, donde se exhibieron una maqueta azul metálico y un chasis rodante con todo su tren de potencia.
El coche una vez terminado, hizo su presentación a finales de abril de 2009 en el Concorso d'Eleganza Villa d'Este a orillas del Lago de Como, ganando el premio de diseño para "Concept Cars" y Prototipos.
Era el más avanzado deportivo de la marca en el que se han querido conjugar la última tecnología con la artesanía en la fabricación a mano de sus componentes. Los coches de la "DTM" han sido la fuente de inspiración de los ingenieros de Aston Martin, es decir, los bólidos del campeonato de turismos alemán.
Está desarrollado en colaboración con los especialistas de Multimatic MTC con suspensión por paralelogramo deformable en las cuatro ruedas, con muelles y amortiguadores integrados en la estructura del chasis, no directamente unidos a los brazos de la suspensión que, según Aston Martin, deriva de algunos coches de competición, ayudando así a reducir las masas no suspendidas. Los amortiguadores cuentan con la tecnología Dynamic Suspension Spool Valve, usada por primera vez en un coche homologado para carretera. Con este sistema, se puede ajustar la dureza de las suspensiones al gusto del piloto, aunque se ofrecía un punto de exclusividad para cada cliente, dejando las suspensiones ajustadas según las preferencias del comprador, por lo que no había dos iguales con los mismos parámetros.

## Especificaciones

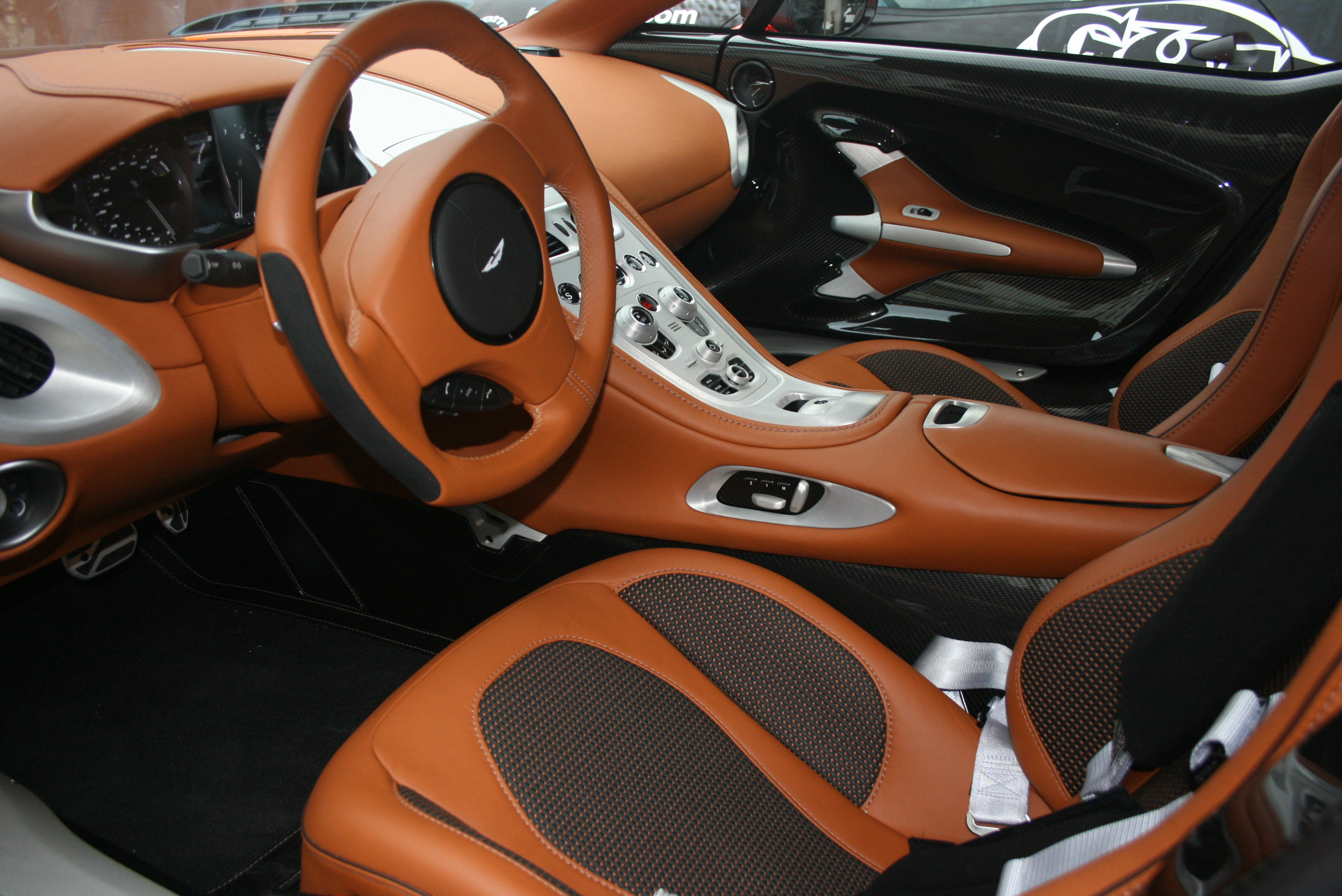
Vista del interior

Cuenta con un completo chasis monocasco de fibra de carbono ligero inmensamente rígido, con un peso estimado de 1500 kg (3307 lb), el cual es poco peso tomando en cuenta, por ejemplo, en comparación contra un Ferrari 599 GTB Fiorano que pesa 1765 kg (3891 lb). Sin embargo, su peso final oficial es de 1630 kg (3594 lb).
Su carrocería sin costuras, está hecha a mano con aluminio en su corazón, el cual es propulsado por el mismo motor V12 naturalmente aspirado que se usa en el Aston Martin DB9, Aston Martin DBS V12 o Aston Martin Vantage, pero con la cilindrada aumentada a 7312 cm³ (7,3 litros), con una potencia máxima de más de 760 CV (750 HP; 559 kW) a las 8500 rpm y un par máximo de 750 N·m (553 lb·pie) a las 5000 rpm, el cual estaba acoplado a una transmisión manual secuencial robotizada de 6 velocidades con levas detrás de la columna de dirección y un sistema de control electrohidráulico, suspensión regulable en altura, control dinámico de estabilidad y frenos de disco ventilados carbono-cerámicos completamente rediseñados, de 398 mm (15,7 pulgadas) de diámetro con seis pinzas (cálipers) delante y 360 mm (14,2 pulgadas) con cuatro cálipers para los traseros, buscando así el evitar un calentamiento excesivo tanto de las pastillas como del líquido del circuito, además de buscar la mejor forma de enfriarlos entre frenadas y aceleraciones.
Su velocidad máxima fue estimada en 202 mph (325 km/h), pero las pruebas reales en diciembre de 2009, mostraron una cifra de 220,007 mph (354,067 km/h), con un tiempo de 0 a 60 mph (97 km/h) en aproximadamente 3,7 segundos y, al mismo tiempo, se ha pensado en reducir su peso en un 10%. Gracias a la colaboración de los ingenieros de Aston Martin con Cosworth, la potencia se ha superado y la reducción de peso ha llegado a ser del 25%.
Al usar un sistema de cárter seco para la lubricación del motor, se ha podido rebajar la posición del motor en 100 mm (3,9 pulgadas) respecto a la cota normal en otros modelos con motor V12, además de posicionarlo 257 mm (10,1 pulgadas) más atrás del eje delantero.
Monta unos neumáticos Pirelli P Zero Corsa diseñados específicamente, con unas medidas de 255/35 ZR20 pulgadas (50,8 cm) delante y 335/30 ZR20 pulgadas (50,8 cm) detrás.
| Materiales del motor                  | Bloque y cabezas de aleaciones de aluminio.                                            |
| Distribución                          | Doble (DOHC) árbol de levas a la cabeza con]] y 4 válvulas por cilindro (48 en total). |
| Diámetro x carrera                    | 94 x 87,8 mm (3,70 x 3,46 pulgadas).                                                   |
| Relación de compresión                | 10.8:1.                                                                                |
| Alimentación                          | Inyección electrónica, naturalmente aspirado.                                          |
| Capacidad del depósito de combustible | 98 litros (25,9 galAm).                                                                |
| Sistema de lubricación                | Cárter seco.                                                                           |
| Sistema de refrigeración              | Por agua.                                                                              |
| Emisiones de CO2                      | 572 g (20,2 onzas)/km.                                                                 |

## Ventas
Tenía un costo aproximado de más de 1 000 000 £. Su producción fue limitada a 77 unidades, con entregas a partir de octubre de 2009.
La revista británica Top Gear anunciaba un precio de 1 200 000 £, mientras que la revista estadounidense Robb Report esperaba que fuera un precio de US$1 700 000 (equivalente a $2 414 332 en 2023).